# STS-103
La STS-103 fou una missió del Discovery de manteniment del Telescopi Espacial Hubble. La missió fou llançada des del Centre Espacial Kennedy, Florida, EUA el 19 de desembre de 1999 i va aterrar el 27 de desembre de 1999.

## Tripulació
- Curtis L. Brown (6), Comandant de la missió
- Scott J. Kelly (1), Pilot
- Steven L. Smith (3), especialista de la missió
- C. Michael Foale (5), especialista de la missió
- John M. Grunsfeld (3), especialista de la missió
- Claude Nicollier (4), especialista de la missió-ESA Suïssa
- Jean-François Clervoy (3), Mission Specialist - ESA França

## Paràmetres de la missió
- Massa:
  -  Enlairament de l'Orbitador: 112.493 kg
  -  Aterratge l'Orbitador: 95.768 kg
- Perigeu: 563 km
- Apogeu: 609 km
- Inclinació: 28,5°
- Període: 96,4 minuts

### Activitats extravehiculars
- Smith i Grunsfeld - EVA 1
- Inici de l'EVA 1: 22 de desembre de 1999 - 18:54 UTC
- Cap de l'EVA 1: 23 de desembre de 1999, - 03:09 UTC
- Durada: 8 hores, 55 minuts
- Foale i Nicollier - EVA 2
- Inici de l'EVA 2: 23 de desembre de 1999 - 19:06 UTC
- Cap de l'EVA 2: 24 des 1999, - 03:16 UTC
- Durada: 8 hores, 10 minuts
- Smith i Grunsfeld - EVA 3
- Inici de l'EVA 3: 24 de desembre de 1999 - 19:17 UTC
- Cap de l'EVA 3: 25 de desembre de 1999, - 03:25 UTC
- Durada: 8 hores, 08 minuts

## Objectius de la missió
L'objectiu principal de la missió STS-103 fou el servei del Telescopi espacial Hubble. La missió STS-103 tingué quatre dies d'activitats extravehiculars (EVAs), on tots els quatre membres van treballar per parelles i en dies alterns per reparar i restaurar el telescopi.
Els funcionaris de la NASA van decidir aixecar part de la missió de manteniment que està programada per al mes de juny de 2000, després que tres dels giroscopis del telescopi sisos fallessin. Tres giroscopis han de treballar per resoldre els requisits puntaguts molt exactes del telescopi, i les regles del vol del telescopi dictar que la NASA considera "call-up", abans de la Mison, un quart giroscopi va fallar. Quatre giroscopis nous van ser instal·lats durant la primera missió de manteniment (STS-61) al desembre de 1993 i els sis giroscopis funcionaven durant la segona missió de manteniment (STS-82) el febrer de 1997. Des de llavors, 01:00 girocompàs va fallar el 1997, un altre el 1998 i un tercer el 1999. L'equip de Hubble creu que ell entén la causa de les faltes, encara que ell no pot estar segur fins que els giroscopis es tornen d'espai. Tenir menys de tres giroscopis de treball impossibilitaria observacions científiques, encara que el telescopi romandria amb seguretat en òrbita fins que va arribar l'equip de manteniment.
A més de substituir els sis giroscopis en el vol de desembre, l'equip substituirà un sensor de la direcció, l'ordinador de la nau espacial i instal·larà un kit de mesurador de la temperatura per a les bateries de la nau espacial. Un transmissor nou, un registrador d'estat sòlid i les mantes d'aïllament termal també seran instal·lats.
Els giroscopis de Hubble fan girar en un índex constant de 19.200 RPM en els coixinets del gas. Aquesta roda es munta en un cilindre segellat, que sura en un líquid gruixut. L'electricitat és portada al motor pels filferros fins (aproximadament la mida d'un cabell humà). Es creu que l'oxigen en l'aire pressuritzat usat durant el procés d'acoblament va fer els filferros corroir i trencar-se. Els giroscopis nous van ser muntats utilitzant el nitrogen en lloc de l'oxigen. Cada giroscopi s'empaqueta en un conjunt del sensor proporcional. Els sensors proporcionals s'empaqueten en parells en un assemblatge anomenat unitat del sensor proporcional (RSU). És el RSU que els astronautes de STS-103 van canviar. Cada Del RSU pesa 24,3 lliures (11,0 quilograms) i és 12,8 abans de 10,5 per 8,9 polzades (325 per 267 per 226 mil·límetres) de mida.
A més de substituir els sis giroscopis en el vol de desembre, l'equip substituirà un sensor fi de la direcció (FGS) i l'ordinador de la nau espacial. L'ordinador nova reduirà la càrrega del manteniment del programari del vol i de costos perceptiblement més baixos. L'ordinador nova és 20 vegades més ràpida i té sis vegades que la memòria de l'ordinador actual DF-224 utilitzada en Hubble. Pesa 32,0 quilograms i té unes dimensions de 478 per 457 per 330 mil·límetres. El FGS que és instal·lat és una unitat restaurada que va ser tornada de la missió de manteniment 2. Pesa 217 quilograms i és 5,5 per 4 al costat de 2 peus (1,68 abans d'1,22 per 0,61 m) de mida.
Un Millorador de Temperatura / Voltatge (VIK) estarà també instal·lat per protegir les bateries de la nau espacial contra l'excés i el reescalfament quan la nau espacial entra en mode segur. El VIK modifica el voltatge de la drecera de la càrrega a un nivell inferior per prevenir la bateria que cobra excessivament i que es reescalfa associadament. El VIK pesa prop d'1,4 quilograms.
La missió de la reparació també instal·larà un sol transmissor de l'accés de la S-Band nova (SSAT). Hubble té dos SSATs idèntic abordo i pot funcionar amb només un. El SSATs envia dades de Hubble a través del sistema basat en els satèl·lits del relais de les dades de la NASA que segueix (TDRSS) a la terra. El transmissor nou i reemplaçarà per un que va fallar el 1998. El SSAT pesa 8.5 lliures (3.9 quilograms) i és 14 per 8 per 2 polzades del ¾ (356 per 203 per 70 mil·límetres).
Un registrador d'estat sòlid de recanvi també serà instal·lat per permetre la direcció eficient de dades en grans quantitats. Abans de la segona missió de manteniment, Hubble utilitzar tres registradors de cinta reel-to-reel de l'estil dels anys 70. Durant la segona missió de manteniment un d'aquests registradors mecànics va ser substituït per un registrador d'estat sòlid digital. Durant aquesta missió un segon registrador mecànic serà substituït per un segon registrador d'estat sòlid. El registrador nou pot dur a terme aproximadament 10 vegades més dades com la vella unitat (12  GB en lloc d'1,2 GB. El registrador pesa 11,3 quilograms i és 12 per 9 per 7 polzades de grandària.
Finalment, l'equip de EVA substituirà l'aïllament extern dels telescopis que s'ha degradat. L'aïllament és necessari controlar la temperatura interna al Hubble. La nova capa combinada externa (NOBL) i Shell / la tela del reemplaçament del protector (SSRF) ajudaran a protegir Hubble contra l'ambient aspre de l'espai. Protegeix el telescopi contra els canvis de temperatura severs i ràpids que experimenta durant cada òrbita minuciosa 90 mentre que es mou des llum del sol a la foscor.

## Curiositats
L'astronauta John Grunsfeld, qui era un dels especialistes de la missió, va portar una "Bandera de Mart" a bord del Transbordador espacial Discovery.

La bandera de Mart.